# Kalyan-Dombivali
Kalyan-Dombivali là một thành phố và là nơi đặt hội đồng thành phố (municipal corporation) của quận Thane thuộc bang Maharashtra, Ấn Độ.

## Nhân khẩu
Theo điều tra dân số năm 2001 của Ấn Độ, Kalyan-Dombivali có dân số 1.193.266 người. Phái nam chiếm 53% tổng số dân và phái nữ chiếm 47%. Kalyan-Dombivali có tỷ lệ 80% biết đọc biết viết, cao hơn tỷ lệ trung bình toàn quốc là 59,5%: tỷ lệ cho phái nam là 84%, và tỷ lệ cho phái nữ là 75%. Tại Kalyan-Dombivali, 12% dân số nhỏ hơn 6 tuổi.